# Abdul Qader Arnaoot
Abdul-Qader Arnaout, (arabisch عبد القادر الأرناؤوط, DMG ʿAbd al-Qādir al-Arnāʾūṭ, albanisch Abdyl-Kadër Arnauti; * 1928 als Kadri Sokoli in Vrela, Königreich Jugoslawien; † 26. November 2004 in Damaskus, Syrien) war ein islamischer Gelehrter. Er spezialisierte sich in den Feldern Hadith und Fiqh.

## Leben

### Frühes Leben
Abdul-Qader wurde 1928 in eine arme albanischstämmige Familie in der Stadt Vrela im Königreich Jugoslawien geboren. Als er drei Jahre alt war, emigrierte seine Familie aus politischen Gründen nach Damaskus in Syrien. Hier erlernte er die arabische Sprache und studierte Islamwissenschaft.

### Hadithgelehrter
Arnaoot erhielt seine erste religiöse Ausbildung von hanafitischen Gelehrten, bevor er mit ihnen brach und mit dem Selbststudium anfing. Er besuchte Vorlesungen in Institutionen hauptsächlich in Damaskus und später in Saudi-Arabien, den Vereinigten Arabischen Emiraten sowie in Albanien, nachdem dort die kommunistische Ära beendet war.

### Beziehungen zur syrischen Regierung
Die Baath-Regierung untersagte Arnaoot, Vorträge zu halten und zu lehren.
Trotz der Einschüchterungsversuche der syrischen Regierung diente Arnaoot während der 1980er und 1990er Jahre als Vollzeitdozent und führender Kopf des Hadithstudien am Dschami' az-Zahraa College, Mazzah Dschabal Damaskus, wo er vor Studenten aus aller Welt Vorlesungen hielt.

## Veröffentlichungen (Auswahl)
- Dschâmi' al-Usûl von Ibn Athir

Enzyklopädisches Werk
- al-Wadschiz

Eine kurze Zusammenfassung des Glaubens früher moslemischer Generationen
- Die Tugenden des Koran
- Zâd al-Masîr fî 'Ilm at-Tafsîr (Bereitstellung der Reise) von Abu-al-Faradsch Ibn al-Dschawzi – 9 Bände
- Rreadatul Taibin – 12 Bände
- Zad al-Ma'ad von Ibn Qaiyim – 6 Bände
- al-Adhkâr von Nawawi
- El Furkan[3]
- al-Kâfi von Muwaffaq ud-Dîn al-Maqdisi – 3 Bände